# Juan Sánchez Ramírez
Pour les articles homonymes, voir Juan Sánchez, Sánchez et Ramírez.
Juan Sánchez Ramírez (né en 1762 à Cotuí, mort en 1811 à Saint-Domingue) est un militaire, propriétaire terrien et gouverneur de la colonie espagnole de Hispaniola.

## Biographie
Dans sa jeunesse, il avait combattu (à l'époque du gouverneur Joaquin García) contre la France, à la tête d'une compagnie de lanciers originaires de sa propre région (le titre de brigadier lui restera jusqu'à sa mort).
Riche propriétaire de troupeaux et de plantations d'acajou aux alentours de Cotuí et d'Higüey, il émigra à Porto Rico en décembre 1803.
Mais il s'indigna lorsque les autorités françaises interdirent le commerce avec Haïti (devenue indépendante le 1er janvier 1804) et lorsque les armées françaises envahirent à nouveau l'Espagne, trahissant ainsi le Traité de Bâle (22 juillet 1795).
Il obtint alors la collaboration du Gouverneur de Porto Rico et de la population qui avait émigré de cette île, et retourna à Saint-Domingue en 1807 afin d'expulser les Français de la péninsule (Période connue sous le nom de  la Reconquista dominicaine).
À la suite de la victoire de Palo Hincado et de la capitulation des Français à Santo Domingo le 9 juillet 1809, Sánchez Ramírez devint naturellement gouverneur de la colonie espagnole d'Hispaniola, qui correspond aujourd'hui au territoire de la République dominicaine.
Aujourd'hui, Sánchez Ramírez, une des provinces de la République dominicaine dont il fut originaire, porte son nom depuis le 16 août 1952.